# Parasericostoma abruptum
Parasericostoma abruptum là một loài Trichoptera thuộc họ Sericostomatidae. Chúng phân bố ở vùng Tân nhiệt đới.